# Massopoda
Massopoda é um clado de  dinossauros sauropodomorfos que viveu durante a Era Mesozóica. O nome Massopoda foi cunhado primeiramente pelo  paleontólogo Adam Yates da Universidade de Witwatersrand em 2006. O nome não foi usado por outros autores.
Em 2007, Yates atribuiu o Massopoda ao Plateosauria. Dentro do clado, nomeou as famílias Massospondylidae (a qual inclui o dinossauro relativamente bem-conhecido Massospondylus) e o Riojasauridae (o qual inclui o Riojasaurus). Definiu os Massopoda como todos os sauropodomorfos mais próximos ao Saltasaurus do que o Plateosaurus.  A sistemática de sauropodomorfos basais continua a ser submetida à revisão e permanece sendo adotada se o nome Massopoda for usado por outros autores.